# 버지니아주의 통계 지구

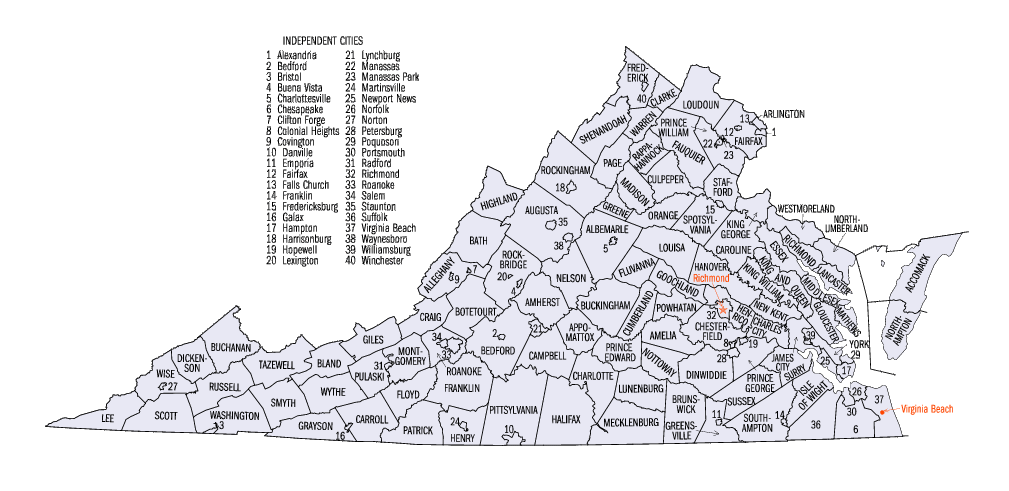
버지니아 주의 군들

버지니아의 주기

버지니아의 통계 지구(Virginia Statistical Area)는 버지니아 주에 있는 통계 지구이다.

## 범례
| 범례      | 의미                                     |
| --------- | ---------------------------------------- |
|           | 워싱턴 DC                                |
|           | 펜실베이니아에 속하는 지역               |
|           | 메릴랜드에 속하는 지역                   |
|           | 웨스트버지니아에 속하는 지역             |
|           | 노스캐롤라이나에 속하는 지역             |
|           | 테네시에 속하는 지역                     |
|           | 2개의 주 이상에 걸친 지역(버지니아 해당) |
| 초록 글씨 | 다른 주에 속하는 지역의 인구 수          |
| 파란 글씨 | 버지니아와 다른 주에 걸친 지역의 인구 수 |

## 배치도
| 복합 통계 지구                  | 인구                | 핵심 기반 통계 지구               | 인구                | 군             | 인구      |
| ------------------------------- | ------------------- | --------------------------------- | ------------------- | -------------- | --------- |
| 워싱턴-볼티모어-알링턴 지구     | 9,814,928 3,159,639 | 워싱턴-알링턴-알렉산드리아 지구   | 6,280,487 3,042,248 | 페어팩스       | 1,147,532 |
| 워싱턴-볼티모어-알링턴 지구     | 9,814,928 3,159,639 | 워싱턴-알링턴-알렉산드리아 지구   | 6,280,487 3,042,248 | 몽고메리       | 1,050,688 |
| 워싱턴-볼티모어-알링턴 지구     | 9,814,928 3,159,639 | 워싱턴-알링턴-알렉산드리아 지구   | 6,280,487 3,042,248 | 프린스조지스   | 909,327   |
| 워싱턴-볼티모어-알링턴 지구     | 9,814,928 3,159,639 | 워싱턴-알링턴-알렉산드리아 지구   | 6,280,487 3,042,248 | 워싱턴 DC      | 705,749   |
| 워싱턴-볼티모어-알링턴 지구     | 9,814,928 3,159,639 | 워싱턴-알링턴-알렉산드리아 지구   | 6,280,487 3,042,248 | 프린스윌리엄   | 470,335   |
| 워싱턴-볼티모어-알링턴 지구     | 9,814,928 3,159,639 | 워싱턴-알링턴-알렉산드리아 지구   | 6,280,487 3,042,248 | 라우던         | 413,538   |
| 워싱턴-볼티모어-알링턴 지구     | 9,814,928 3,159,639 | 워싱턴-알링턴-알렉산드리아 지구   | 6,280,487 3,042,248 | 프레더릭       | 259,547   |
| 워싱턴-볼티모어-알링턴 지구     | 9,814,928 3,159,639 | 워싱턴-알링턴-알렉산드리아 지구   | 6,280,487 3,042,248 | 알링턴         | 236,842   |
| 워싱턴-볼티모어-알링턴 지구     | 9,814,928 3,159,639 | 워싱턴-알링턴-알렉산드리아 지구   | 6,280,487 3,042,248 | 찰스           | 163,257   |
| 워싱턴-볼티모어-알링턴 지구     | 9,814,928 3,159,639 | 워싱턴-알링턴-알렉산드리아 지구   | 6,280,487 3,042,248 | 알렉산드리아   | 159,428   |
| 워싱턴-볼티모어-알링턴 지구     | 9,814,928 3,159,639 | 워싱턴-알링턴-알렉산드리아 지구   | 6,280,487 3,042,248 | 스태퍼드       | 152,882   |
| 워싱턴-볼티모어-알링턴 지구     | 9,814,928 3,159,639 | 워싱턴-알링턴-알렉산드리아 지구   | 6,280,487 3,042,248 | 스포칠베이니아 | 136,215   |
| 워싱턴-볼티모어-알링턴 지구     | 9,814,928 3,159,639 | 워싱턴-알링턴-알렉산드리아 지구   | 6,280,487 3,042,248 | 캘버트         | 92,525    |
| 워싱턴-볼티모어-알링턴 지구     | 9,814,928 3,159,639 | 워싱턴-알링턴-알렉산드리아 지구   | 6,280,487 3,042,248 | 포키어         | 71,222    |
| 워싱턴-볼티모어-알링턴 지구     | 9,814,928 3,159,639 | 워싱턴-알링턴-알렉산드리아 지구   | 6,280,487 3,042,248 | 제퍼슨         | 57,146    |
| 워싱턴-볼티모어-알링턴 지구     | 9,814,928 3,159,639 | 워싱턴-알링턴-알렉산드리아 지구   | 6,280,487 3,042,248 | 컬페퍼         | 52,605    |
| 워싱턴-볼티모어-알링턴 지구     | 9,814,928 3,159,639 | 워싱턴-알링턴-알렉산드리아 지구   | 6,280,487 3,042,248 | 머내서스       | 41,085    |
| 워싱턴-볼티모어-알링턴 지구     | 9,814,928 3,159,639 | 워싱턴-알링턴-알렉산드리아 지구   | 6,280,487 3,042,248 | 워런           | 40,164    |
| 워싱턴-볼티모어-알링턴 지구     | 9,814,928 3,159,639 | 워싱턴-알링턴-알렉산드리아 지구   | 6,280,487 3,042,248 | 프레더릭스버그 | 29,036    |
| 워싱턴-볼티모어-알링턴 지구     | 9,814,928 3,159,639 | 워싱턴-알링턴-알렉산드리아 지구   | 6,280,487 3,042,248 | 페어팩스       | 24,019    |
| 워싱턴-볼티모어-알링턴 지구     | 9,814,928 3,159,639 | 워싱턴-알링턴-알렉산드리아 지구   | 6,280,487 3,042,248 | 머내서스 파크  | 17,478    |
| 워싱턴-볼티모어-알링턴 지구     | 9,814,928 3,159,639 | 워싱턴-알링턴-알렉산드리아 지구   | 6,280,487 3,042,248 | 클라크         | 14,619    |
| 워싱턴-볼티모어-알링턴 지구     | 9,814,928 3,159,639 | 워싱턴-알링턴-알렉산드리아 지구   | 6,280,487 3,042,248 | 펄스처치       | 14,617    |
| 워싱턴-볼티모어-알링턴 지구     | 9,814,928 3,159,639 | 워싱턴-알링턴-알렉산드리아 지구   | 6,280,487 3,042,248 | 매디슨         | 13,261    |
| 워싱턴-볼티모어-알링턴 지구     | 9,814,928 3,159,639 | 워싱턴-알링턴-알렉산드리아 지구   | 6,280,487 3,042,248 | 래퍼핸녹       | 7,370     |
| 워싱턴-볼티모어-알링턴 지구     | 9,814,928 3,159,639 | 볼티모어-컬럼비아-타우선 지구     | 2,800,053           | 볼티모어       | 827,370   |
| 워싱턴-볼티모어-알링턴 지구     | 9,814,928 3,159,639 | 볼티모어-컬럼비아-타우선 지구     | 2,800,053           | 볼티모어       | 593,490   |
| 워싱턴-볼티모어-알링턴 지구     | 9,814,928 3,159,639 | 볼티모어-컬럼비아-타우선 지구     | 2,800,053           | 앤어런델       | 579,234   |
| 워싱턴-볼티모어-알링턴 지구     | 9,814,928 3,159,639 | 볼티모어-컬럼비아-타우선 지구     | 2,800,053           | 하워드         | 325,690   |
| 워싱턴-볼티모어-알링턴 지구     | 9,814,928 3,159,639 | 볼티모어-컬럼비아-타우선 지구     | 2,800,053           | 하퍼드         | 255,441   |
| 워싱턴-볼티모어-알링턴 지구     | 9,814,928 3,159,639 | 볼티모어-컬럼비아-타우선 지구     | 2,800,053           | 캐럴           | 168,447   |
| 워싱턴-볼티모어-알링턴 지구     | 9,814,928 3,159,639 | 볼티모어-컬럼비아-타우선 지구     | 2,800,053           | 퀸앤스         | 50,381    |
| 워싱턴-볼티모어-알링턴 지구     | 9,814,928 3,159,639 | 헤이거스타운-마틴즈버그 지구      | 288,104             | 워싱턴         | 151,049   |
| 워싱턴-볼티모어-알링턴 지구     | 9,814,928 3,159,639 | 헤이거스타운-마틴즈버그 지구      | 288,104             | 버클리         | 119,171   |
| 워싱턴-볼티모어-알링턴 지구     | 9,814,928 3,159,639 | 헤이거스타운-마틴즈버그 지구      | 288,104             | 모건           | 17,884    |
| 워싱턴-볼티모어-알링턴 지구     | 9,814,928 3,159,639 | 체임버스버그-웨인스보로 지구      | 155,027             | 프랭클린       | 155,027   |
| 워싱턴-볼티모어-알링턴 지구     | 9,814,928 3,159,639 | 윈체스터 지구                     | 140,566 117,391     | 프레더릭       | 89,313    |
| 워싱턴-볼티모어-알링턴 지구     | 9,814,928 3,159,639 | 윈체스터 지구                     | 140,566 117,391     | 윈체스터       | 28,078    |
| 워싱턴-볼티모어-알링턴 지구     | 9,814,928 3,159,639 | 윈체스터 지구                     | 140,566 117,391     | 햄프셔         | 23,175    |
| 워싱턴-볼티모어-알링턴 지구     | 9,814,928 3,159,639 | 캘리포니아-렉싱턴파크 지구        | 113,510             | 세인트메리스   | 113,510   |
| 워싱턴-볼티모어-알링턴 지구     | 9,814,928 3,159,639 | 이스턴 지구                       | 37,181              | 탤벗           | 36,968    |
| 버지니아비치-노퍽 지구          | 1,857,626 1,718,709 | 버지니아비치-노퍽-뉴포트뉴스 지구 | 1,768,064 1,718,709 | 버지니아비치   | 449,974   |
| 버지니아비치-노퍽 지구          | 1,857,626 1,718,709 | 버지니아비치-노퍽-뉴포트뉴스 지구 | 1,768,064 1,718,709 | 체서피크       | 244,835   |
| 버지니아비치-노퍽 지구          | 1,857,626 1,718,709 | 버지니아비치-노퍽-뉴포트뉴스 지구 | 1,768,064 1,718,709 | 노퍽           | 242,742   |
| 버지니아비치-노퍽 지구          | 1,857,626 1,718,709 | 버지니아비치-노퍽-뉴포트뉴스 지구 | 1,768,064 1,718,709 | 뉴포트뉴스     | 179,225   |
| 버지니아비치-노퍽 지구          | 1,857,626 1,718,709 | 버지니아비치-노퍽-뉴포트뉴스 지구 | 1,768,064 1,718,709 | 햄프턴         | 134,510   |
| 버지니아비치-노퍽 지구          | 1,857,626 1,718,709 | 버지니아비치-노퍽-뉴포트뉴스 지구 | 1,768,064 1,718,709 | 포츠머스       | 94,398    |
| 버지니아비치-노퍽 지구          | 1,857,626 1,718,709 | 버지니아비치-노퍽-뉴포트뉴스 지구 | 1,768,064 1,718,709 | 서퍽           | 92,108    |
| 버지니아비치-노퍽 지구          | 1,857,626 1,718,709 | 버지니아비치-노퍽-뉴포트뉴스 지구 | 1,768,064 1,718,709 | 제임스시티     | 76,523    |
| 버지니아비치-노퍽 지구          | 1,857,626 1,718,709 | 버지니아비치-노퍽-뉴포트뉴스 지구 | 1,768,064 1,718,709 | 요크           | 68,280    |
| 버지니아비치-노퍽 지구          | 1,857,626 1,718,709 | 버지니아비치-노퍽-뉴포트뉴스 지구 | 1,768,064 1,718,709 | 글로스터       | 37,348    |
| 버지니아비치-노퍽 지구          | 1,857,626 1,718,709 | 버지니아비치-노퍽-뉴포트뉴스 지구 | 1,768,064 1,718,709 | 아일오브와이트 | 37,109    |
| 버지니아비치-노퍽 지구          | 1,857,626 1,718,709 | 버지니아비치-노퍽-뉴포트뉴스 지구 | 1,768,064 1,718,709 | 커리턱         | 27,072    |
| 버지니아비치-노퍽 지구          | 1,857,626 1,718,709 | 버지니아비치-노퍽-뉴포트뉴스 지구 | 1,768,064 1,718,709 | 사우샘프턴     | 17,631    |
| 버지니아비치-노퍽 지구          | 1,857,626 1,718,709 | 버지니아비치-노퍽-뉴포트뉴스 지구 | 1,768,064 1,718,709 | 윌리엄스버그   | 14,954    |
| 버지니아비치-노퍽 지구          | 1,857,626 1,718,709 | 버지니아비치-노퍽-뉴포트뉴스 지구 | 1,768,064 1,718,709 | 포쿼슨         | 12,271    |
| 버지니아비치-노퍽 지구          | 1,857,626 1,718,709 | 버지니아비치-노퍽-뉴포트뉴스 지구 | 1,768,064 1,718,709 | 게이츠         | 11,573    |
| 버지니아비치-노퍽 지구          | 1,857,626 1,718,709 | 버지니아비치-노퍽-뉴포트뉴스 지구 | 1,768,064 1,718,709 | 캠던           | 10,710    |
| 버지니아비치-노퍽 지구          | 1,857,626 1,718,709 | 버지니아비치-노퍽-뉴포트뉴스 지구 | 1,768,064 1,718,709 | 매슈스         | 8,834     |
| 버지니아비치-노퍽 지구          | 1,857,626 1,718,709 | 버지니아비치-노퍽-뉴포트뉴스 지구 | 1,768,064 1,718,709 | 프랭클린       | 7,967     |
| 버지니아비치-노퍽 지구          | 1,857,626 1,718,709 | 엘리자베스 시티 지구              | 53,061              | 패스쿼탱크     | 39,639    |
| 버지니아비치-노퍽 지구          | 1,857,626 1,718,709 | 엘리자베스 시티 지구              | 53,061              | 퍼퀴맨스       | 13,422    |
| 버지니아비치-노퍽 지구          | 1,857,626 1,718,709 | 킬데빌힐스 지구                   | 36,501              | 데어           | 36,501    |
| 해리슨버그 지구                 | 258,084             | 해리슨버그 지구                   | 134,964             | 로킹엄         | 81,948    |
| 해리슨버그 지구                 | 258,084             | 해리슨버그 지구                   | 134,964             | 해리슨버그     | 53,016    |
| 해리슨버그 지구                 | 258,084             | 스톤턴 지구                       | 123,120             | 오거스타       | 75,558    |
| 해리슨버그 지구                 | 258,084             | 스톤턴 지구                       | 123,120             | 스톤턴         | 24,932    |
| 해리슨버그 지구                 | 258,084             | 스톤턴 지구                       | 123,120             | 웨인즈보로     | 22,630    |
| 존슨시티-킹스포트-브리스틀 지구 | 510,990 92,068      | 킹스포트-브리스틀 지구            | 306,946 92,068      | 설리번         | 158,348   |
| 존슨시티-킹스포트-브리스틀 지구 | 510,990 92,068      | 킹스포트-브리스틀 지구            | 306,946 92,068      | 호킨스         | 56,530    |
| 존슨시티-킹스포트-브리스틀 지구 | 510,990 92,068      | 킹스포트-브리스틀 지구            | 306,946 92,068      | 워싱턴         | 53,740    |
| 존슨시티-킹스포트-브리스틀 지구 | 510,990 92,068      | 킹스포트-브리스틀 지구            | 306,946 92,068      | 스콧           | 21,566    |
| 존슨시티-킹스포트-브리스틀 지구 | 510,990 92,068      | 킹스포트-브리스틀 지구            | 306,946 92,068      | 브리스틀       | 16,762    |
| 존슨시티-킹스포트-브리스틀 지구 | 510,990 92,068      | 존슨시티 지구                     | 204,044             | 워싱턴         | 129,375   |
| 존슨시티-킹스포트-브리스틀 지구 | 510,990 92,068      | 존슨시티 지구                     | 204,044             | 카터           | 56,786    |
| 존슨시티-킹스포트-브리스틀 지구 | 510,990 92,068      | 존슨시티 지구                     | 204,044             | 유니코이       | 17,883    |
| 없음                            | 없음                | 리치먼드 지구                     | 1,291,900           | 체스터필드     | 352,802   |
| 없음                            | 없음                | 리치먼드 지구                     | 1,291,900           | 헨라이코       | 330,818   |
| 없음                            | 없음                | 리치먼드 지구                     | 1,291,900           | 리치먼드       | 230,436   |
| 없음                            | 없음                | 리치먼드 지구                     | 1,291,900           | 해노버         | 107,766   |
| 없음                            | 없음                | 리치먼드 지구                     | 1,291,900           | 프린스조지     | 38,353    |
| 없음                            | 없음                | 리치먼드 지구                     | 1,291,900           | 피터스버그     | 31,346    |
| 없음                            | 없음                | 리치먼드 지구                     | 1,291,900           | 포와탄         | 29,652    |
| 없음                            | 없음                | 리치먼드 지구                     | 1,291,900           | 딘위디         | 28,544    |
| 없음                            | 없음                | 리치먼드 지구                     | 1,291,900           | 구칠랜드       | 23,753    |
| 없음                            | 없음                | 리치먼드 지구                     | 1,291,900           | 뉴켄트         | 23,091    |
| 없음                            | 없음                | 리치먼드 지구                     | 1,291,900           | 호프웰         | 22,529    |
| 없음                            | 없음                | 리치먼드 지구                     | 1,291,900           | 콜로니얼헤이츠 | 17,370    |
| 없음                            | 없음                | 리치먼드 지구                     | 1,291,900           | 킹윌리엄       | 17,148    |
| 없음                            | 없음                | 리치먼드 지구                     | 1,291,900           | 아멜리아       | 13,145    |
| 없음                            | 없음                | 리치먼드 지구                     | 1,291,900           | 서식스         | 11,159    |
| 없음                            | 없음                | 리치먼드 지구                     | 1,291,900           | 킹 퀸          | 7,025     |
| 없음                            | 없음                | 리치먼드 지구                     | 1,291,900           | 찰스시티       | 6,963     |
| 없음                            | 없음                | 로어노크 지구                     | 313,222             | 로어노크       | 99,143    |
| 없음                            | 없음                | 로어노크 지구                     | 313,222             | 로어노크       | 94,186    |
| 없음                            | 없음                | 로어노크 지구                     | 313,222             | 프랭클린       | 56,042    |
| 없음                            | 없음                | 로어노크 지구                     | 313,222             | 보터토트       | 33,419    |
| 없음                            | 없음                | 로어노크 지구                     | 313,222             | 세일럼         | 25,301    |
| 없음                            | 없음                | 로어노크 지구                     | 313,222             | 크레이그       | 5,131     |
| 없음                            | 없음                | 린치버그 지구                     | 263,566             | 린치버그       | 82,168    |
| 없음                            | 없음                | 린치버그 지구                     | 263,566             | 베드퍼드       | 78,997    |
| 없음                            | 없음                | 린치버그 지구                     | 263,566             | 캠벨           | 54,885    |
| 없음                            | 없음                | 린치버그 지구                     | 263,566             | 애머스트       | 31,605    |
| 없음                            | 없음                | 린치버그 지구                     | 263,566             | 아포맷톡스     | 15,911    |
| 없음                            | 없음                | 샬러츠빌 지구                     | 218,615             | 앨버말         | 109,330   |
| 없음                            | 없음                | 샬러츠빌 지구                     | 218,615             | 샬러츠빌       | 47,266    |
| 없음                            | 없음                | 샬러츠빌 지구                     | 218,615             | 플루밴너       | 27,270    |
| 없음                            | 없음                | 샬러츠빌 지구                     | 218,615             | 그린           | 19,819    |
| 없음                            | 없음                | 샬러츠빌 지구                     | 218,615             | 넬슨           | 14,930    |
| 없음                            | 없음                | 블랙스버그-크리스천스버그 지구    | 167,531             | 몽고메리       | 98,535    |
| 없음                            | 없음                | 블랙스버그-크리스천스버그 지구    | 167,531             | 펄래스키       | 34,027    |
| 없음                            | 없음                | 블랙스버그-크리스천스버그 지구    | 167,531             | 라드퍼드       | 18,249    |
| 없음                            | 없음                | 블랙스버그-크리스천스버그 지구    | 167,531             | 자일스         | 16,720    |
| 없음                            | 없음                | 댄빌 지구                         | 100,398             | 피트실베이니아 | 60,354    |
| 없음                            | 없음                | 댄빌 지구                         | 100,398             | 댄빌           | 40,044    |
| 없음                            | 없음                | 마틴스빌 지구                     | 63,111              | 헨리           | 50,557    |
| 없음                            | 없음                | 마틴스빌 지구                     | 63,111              | 마틴스빌       | 12,554    |
| 없음                            | 없음                | 블루필드 지구                     | 105,633 46,875      | 머서           | 58,758    |
| 없음                            | 없음                | 블루필드 지구                     | 105,633 46,875      | 테이즈웰       | 40,595    |
| 없음                            | 없음                | 블루필드 지구                     | 105,633 46,875      | 블랜드         | 6,280     |
| 없음                            | 없음                | 빅스톤갑 지구                     | 41,364              | 와이즈         | 37,383    |
| 없음                            | 없음                | 빅스톤갑 지구                     | 41,364              | 노턴           | 3,981     |
| 없음                            | 없음                | 없음                              | 없음                | 셰넌도어       | 43,616    |
| 없음                            | 없음                | 없음                              | 없음                | 루이자         | 37,591    |
| 없음                            | 없음                | 없음                              | 없음                | 오렌지         | 37,051    |
| 없음                            | 없음                | 없음                              | 없음                | 핼리팩스       | 33,911    |
| 없음                            | 없음                | 없음                              | 없음                | 어코맥         | 32,316    |
| 없음                            | 없음                | 없음                              | 없음                | 캐럴라인       | 30,725    |
| 없음                            | 없음                | 없음                              | 없음                | 메클렌버그     | 30,587    |
| 없음                            | 없음                | 없음                              | 없음                | 스미스         | 30,104    |
| 없음                            | 없음                | 없음                              | 없음                | 캐럴           | 29,791    |
| 없음                            | 없음                | 없음                              | 없음                | 위스           | 28,684    |
| 없음                            | 없음                | 없음                              | 없음                | 킹조지         | 26,836    |
| 없음                            | 없음                | 없음                              | 없음                | 러셀           | 26,586    |
| 없음                            | 없음                | 없음                              | 없음                | 페이지         | 23,902    |
| 없음                            | 없음                | 없음                              | 없음                | 리             | 23,423    |
| 없음                            | 없음                | 없음                              | 없음                | 프린스에드워드 | 22,802    |
| 없음                            | 없음                | 없음                              | 없음                | 록브리지       | 22,573    |
| 없음                            | 없음                | 없음                              | 없음                | 뷰캐넌         | 21,004    |
| 없음                            | 없음                | 없음                              | 없음                | 웨스트모얼랜드 | 18,015    |
| 없음                            | 없음                | 없음                              | 없음                | 패트릭         | 17,608    |
| 없음                            | 없음                | 없음                              | 없음                | 버킹엄         | 17,148    |
| 없음                            | 없음                | 없음                              | 없음                | 브런즈윅       | 16,231    |
| 없음                            | 없음                | 없음                              | 없음                | 플로이드       | 15,749    |
| 없음                            | 없음                | 없음                              | 없음                | 그레이슨       | 15,550    |
| 없음                            | 없음                | 없음                              | 없음                | 노토웨이       | 15,232    |
| 없음                            | 없음                | 없음                              | 없음                | 앨러게이니     | 14,860    |
| 없음                            | 없음                | 없음                              | 없음                | 디킨슨         | 14,318    |
| 없음                            | 없음                | 없음                              | 없음                | 루넌버그       | 12,196    |
| 없음                            | 없음                | 없음                              | 없음                | 노섬벌랜드     | 12,095    |
| 없음                            | 없음                | 없음                              | 없음                | 샬럿           | 11,880    |
| 없음                            | 없음                | 없음                              | 없음                | 노샘프턴       | 11,710    |
| 없음                            | 없음                | 없음                              | 없음                | 그린스빌       | 11,336    |
| 없음                            | 없음                | 없음                              | 없음                | 에식스         | 10,953    |
| 없음                            | 없음                | 없음                              | 없음                | 랭커스터       | 10,603    |
| 없음                            | 없음                | 없음                              | 없음                | 미들섹스       | 10,582    |
| 없음                            | 없음                | 없음                              | 없음                | 컴벌랜드       | 9,932     |
| 없음                            | 없음                | 없음                              | 없음                | 리치먼드       | 9,023     |
| 없음                            | 없음                | 없음                              | 없음                | 렉싱턴         | 7,446     |
| 없음                            | 없음                | 없음                              | 없음                | 뷰너비스타     | 6,478     |
| 없음                            | 없음                | 없음                              | 없음                | 서리           | 6,422     |
| 없음                            | 없음                | 없음                              | 없음                | 게일랙스       | 6,347     |
| 없음                            | 없음                | 없음                              | 없음                | 커빙턴         | 5,538     |
| 없음                            | 없음                | 없음                              | 없음                | 엠포리아       | 5,346     |
| 없음                            | 없음                | 없음                              | 없음                | 배스           | 4,147     |
| 없음                            | 없음                | 없음                              | 없음                | 하일랜드       | 2,190     |
| 버지니아                        | 버지니아            | 버지니아                          | 버지니아            | 버지니아       | 8,535,519 |

## 참고
- 인구 수는 2019년 기준이며 단위는 '명'이다.
- 리치먼드는 버지니아주 행정 기관들이 있기 때문에 굵은 글씨로 표기했다.

## 같이 보기
- 대도시 통계 지구